# Hitoma Tada
Hitoma Tada (født 13. oktober 1991) er en kvindelig håndboldspiller fra Japan. Hun spiller for MIE violet' IRIS og Japans kvindehåndboldlandshold, som højre back.
Hun deltog under VM 2019 i Japan og VM 2017 i Tyskland.